# Coleomethia mexicana
Coleomethia mexicana är en skalbaggsart som beskrevs av Chemsak och Linsley 1964. Coleomethia mexicana ingår i släktet Coleomethia och familjen långhorningar. Inga underarter finns listade i Catalogue of Life.